# Y Reticuli
Y Reticuli är en pulserande variabel av RR Lyrae-typ (RR) i stjärnbilden Rombiska nätet.
Stjärnan varierar i fotografisk magnitud mellan +14,7 och 15,8 med en period av 0,53383 dygn eller 12,812 timmar. RR Lyrae-stjärnornas period varierar mellan 0,2 och 1,2 dygn med ett medianvärde på 0,5 dygn. Y Reticuli ligger sålunda strax över medianvärdet.